# Pterinopelma sazimai
Pterinopelma sazimai — крупный вид пауков из семейства птицеедов. Является представителем так называемых «островных» экосистем, населяя горные плато в Шапада-Диамантина в штате Баия в Бразилии. Длина тела в среднем 7 см, размах лап до 16 см.

## Этимология названия
Видовой эпитет sazimai дан в честь доктора Ивана Сазимы — бразильского зоолога, который был первым исследователем, который собрал образцы этого вида в 1970 и 1980 годах. Данные образцы оставались единственными образцами вида, известными в течение длительного периода времени.

## Десять самых замечательных видов
Внесён в список Десяти самых замечательных видов за 2011 год.